# Микитин, Теодор Дмитриевич
Теодор Дмитриевич Микитин (англ. Теодор Дмитрович Микитин; 29 сентября 1913, Радехов, Австро-Венгрия (ныне Львовская область, Украина) — 7 января 1995, Львов) — украинский писатель, библиограф.

## Биография
После окончания в 1939 году Львовского университета, учительствовал, занимался научной работой в библиотеке своего родного университета.
Участник Великой Отечественной войны.

## Творчество
Автор ряда исторических романов и повестей.
Долгие годы его имя появлялось лишь на обложках научных сборников и библиографических указателей. Удачный дебют в 1939 году книгой «Новые люди» («Нові люди») вдохновил Т. Микитина на изучение истории родного края. Особенно привлекала писателя история Прикарпатья. Галицко-Волынскому княжеству посвящены его повести «Полки идут на Галич» и «Не пощербились мечи». Яркая страница истории — борьба крестьянства Восточной Галиции под руководством Ивана Мухи стала основой его повести «Вспышка в темноте». А в книге «Полковник Семен Высочан» писатель изобразил освободительную войну под руководством Б. Хмельницкого в 1648—1654 гг.
Ряд его повестей, написанных на темы из истории Древнего мира, вошли в сборник «Крізь бурі» (1976), в том числе «Утікач з Ніневії» — историческая повесть из жизни Ассирии и Вавилонии конца VII в. до н.э. и «Поклик серця», в которой изображена жизнь антов , в частности племени звинов, в  III в. нашей эры, их борьбу и иноземными захватчика.
Издал библиографические указатели «Антон Семёнович Макаренко» (1963), «400 років вітчизняного книгодрукування» (1964, обе в соавт.) и др.

## Избранные произведения
- «Нові люди» (1939),
- «Під мурами Львова» (1958),
- «Не пощербились мечі» (1960),
- «Над голубими плесами» (1962),
- «Полки йдуть на Галич» (1965),
- «Над Кодаком» (1970),
- «Крізь бурі» (1976),
- «Данило Нечай» (1983),
- «На Чорному морі, на білому камені» (1986),
- «Писар Імхотеп» (1989)
- «Полковник Семен Височан» (1993),
- «Дума про полковника Нечая» (1993)